# Gheorghe O. Lupașcu
Gheorghe O. Lupașcu (n. 22 martie 1908, Botoșani – d. 19 noiembrie 1979, București) a fost un parazitolog român,  membru corespondent al Academiei Române (din 1948).
Și-a luat licența la București și doctoratul în Italia. A fost șeful Catedrei de Parazitologie la IMF București (1958-1973), apoi șeful Secției de Parazitologie în Institutul de Microbiologie, Epidemiologie și Parazitologie "Dr. Ion Cantacuzino" din București.
A fost colaboratorul profesorului Mihai Ciucă în probleme de entomologie medicală precum vectorii bolilor transmisibile. Domeniul său principal de activitate a fost combaterea malariei în România și Africa, precum și controlul hidatidozei, echinococozei și al cisticercozei. Lupașcu a fost expert din partea OMS (WHO) la Geneva în probleme de paludism și eradicare, fiind reprezentant al parazitologilor români. A ținut numeroase cursuri de specializare din partea OMS în cadrul Institutului Dr. Cantacuzino, pentru specialiști străini și români și ca profesor la Institutul de Perfecționare a medicilor și farmaciștilor.
Campanii de eradicarea speciilor de anofeli în România, în special în Dobrogea, împreună cu Maria Duport, entomoloagă (v. lucrările experimentale pentru stabilirea agenților chimici folosiți la eradicarea în teren a țânțarilor). Colaborări cu Spitalul "Dr.Gh.Marinescu". Mare amator de artă și pictură pe sticlă, prieten cu Prof. Ion Mesrobeanu (microbiolog si director al Institutului Cantacuzino) și soția acestuia.
Comunist din grupul intelectualilor naivi și păcăliți; Spirit umanist, a promovat și susținut după puteri cadrele de tineri cercetători cantacuzinisti în domeniul parazitologiei medicale: Dan Steriu, Vladimir F. Niculescu, Maria Proca-Ciobanu, Sanda Hristescu-Babeș, Vasila Tacu.

## Distincții
- Ordinul „23 August” clasa a IV-a (10 august 1964) „pentru merite deosebite în opera de construire a socialismului, cu prilejul celei de a XX-a aniversări a eliberării patriei”[1]
- Ordinul „Meritul Științific” clasa a II-a (1971)[2]